# Mister Rogers' Neighborhood
Mr. Rogers Neigborhood (ook simpelweg bekend als Mr. Rogers) was een Amerikaans, educatief televisieprogramma voor kinderen in de leeftijden van 2 tot 6, maar wordt door zender PBS specifiek aangekaart met de classificatie 'geschikt voor alle leeftijden'. De serie werd bedacht, geschreven en gepresenteerd door de Amerikaanse presentator en dominee Fred Rogers en geproduceerd door Family Communications inc.. De serie werd gefilmd van 1968 tot 1975, en later van 1978 tot 2001. Herhalingen werden tot 2016 nog regelmatig op televisie  uitgezonden, en worden soms nog voor speciale gelegenheden herhaald. 

## Geschiedenis
De voorloper van het programma, Misterogers, debuteerde op 15 oktober 1962 op de Canadese televisiezender CBC. Toen Fred Rogers  in 1966 terug verhuisde naar de Verenigde Staten nam hij het door hem bedachte formaat mee en kocht alle rechten voor de door hem bedachte personages, de afleveringen en decors van Misterogers. Datzelfde jaar maakte hij in de VS nieuwe afleveringen voor de lokale, educatieve televisiezender in Pittsburgh. 
Op 19 februari 1968 werd de serie voor het eerst in het hele land uitgezonden en de naam gewijzigd naar Mister Rogers Neighborhood. 
De serie werd geproduceerd voor de nationale televisie, door de lokale televisiezender WQED in Pittsburgh en Rogers' non-profitorganisatie Family Communications (voor 1971 met de naam Small World Enterprises en na zijn overlijden weer omgedoopt tot Fred Rogers Productions). 
In mei 1997 was Mr. Rogers Neighborhood het langst lopende kindertelevisieprogramma in de wereld. Dit record werd in juni 2003 verbroken door het programma Sesame Street. 
Elf jaar na de laatste aflevering produceerden PBS en Fred Rogers Productions een geanimeerde spin-off gebaseerd op de serie en enkele personages uit de originele serie, Daniel Tiger's Neighborhood.